# 佐賀新聞ニュース
『佐賀新聞ニュース』（さがしんぶんニュース）は、エフエム佐賀およびえびすFMで放送されている佐賀新聞社配信のスポットニュース。過去にはサガテレビでテレビ版が放送されていたが、同局での放送は1980年3月31日から1989年3月31日までだったため、以後はラジオのみで放送されている。また、長崎放送佐賀放送局（NBCラジオ佐賀）でも平日9:55-10:00に『佐賀新聞ニュースと題して佐賀新聞報道局とで繋ぎ注目紙面を紹介するコーナーや、『NBC50ニュース』の後半部分を『佐賀新聞ニュース』と称することもある。

## ラジオ

### 放送時間
エフエム佐賀
- 月曜日 - 金曜日 17:55 - 18:00、18:55 - 19:00
- 土曜日　18:55 - 19:00

えびすFM
- 毎日 9:55 - 10:00、12:55 - 13:00、17:55 - 18:00

## テレビ

### 概要
本番組は前番組『stsニュースレポート』が25分番組化され、その後枠の番組としてスタートした。開始当初は『stsニュースレポート』の実質的な予告編も兼ねていたため、本編を含めて実質30分番組が確立された。
番組は1989年3月31日放送分をもって終了し、『デイリーフラッシュ』へと受け継がれた。

### 放送時間の変遷
| 期間      | 期間      | 放送時間（JST）                      | 備考                                                                                           |
| --------- | --------- | ------------------------------------ | ---------------------------------------------------------------------------------------------- |
| 1980.3.31 | 1984.9.28 | 月曜日 - 金曜日 18:30 - 18:35（5分） | 『FNNニュースレポート6:00』と『stsニュースレポート』の隙間番組（サンドイッチ番組）として放送。 |
| 1984.10.1 | 1989.3.31 | 月曜日 - 金曜日 18:55 - 19:00（5分） | 『stsニュースレポート』と19時台番組の隙間番組として放送。                                      |

| サガテレビ 平日夕方のスポットニュース | サガテレビ 平日夕方のスポットニュース | サガテレビ 平日夕方のスポットニュース |
| 前番組                                | 番組名                                | 次番組                                |
| ------------------------------------- | ------------------------------------- | ------------------------------------- |
| stsニュースレポート ※18:50 - 19:00    | 佐賀新聞ニュース                      | デイリーフラッシュ                    |